# Escudo de Parla
El escudo de Parla es el símbolo más importante de Parla (Comunidad de Madrid, España). Fue aprobado el 12 de noviembre de 1976, en Consejo de Ministros por el Decreto 2834, de 12 de noviembre de 1976 y publicado en el BOE número 295 el 9 de noviembre de 1976. Su diseño consta de un escudo partido, primero, de sinople, una avutarda de oro manchada de sable, Segundo, de oro, tres fajas de sinople, al timbre, Corona Real cerrada. Su significado: El primer cuartel alude a la antigua abundancia de avutardas y el segundo a los marqueses de Malpica, antiguos señores del sitio.
El escudo se ha ido modernizando como es habitual respetando sus elementos y diseño, pues se ha ido actualizando, con un mejor dibujo principalmente de la avutarda. 
Según el Decreto 30/1987 de 9 de abril, el escudo de Parla deberá figurar en:
- Las placas de las fachadas de todos los edificios dependientes del Ayuntamiento de Parla.
- Los títulos acreditativos de condecoraciones.
- Las publicaciones oficiales.
- Los documentos impresos, sellos y membretes de uso oficial del Ayuntamiento de Parla.
- Los distintivos utilizados por las autoridades del Ayuntamiento de Parla.
- Los edificios públicos y los objetos de uso oficial en los que por su carácter representativo deban figurar los símbolos del Ayuntamiento de Parla.